# Grijze runderdaas
De grijze runderdaas (Tabanus autumnalis) is een insect uit de familie van de dazen (Tabanidae).

## Algemeen
De grijze runderdaas is een vlieg die in Nederland vrij algemeen voorkomt. Deze wordt ongeveer 20 mm lang en kan bijten.

## Uiterlijk
De grijze runderdaas heeft  een vrij puntig achterlijf. Het borststuk, achterlijf en poten zijn grijs met zwart gekleurd. De voetjes zijn geel.

## Vliegtijd
De vliegtijd is tussen juni en augustus.